# جون فيشر، البارون الأول
كان جون أربوثنوت فيشر، البارون الأول فيشر، الحائز على وسام الحمام، ونيشان الاستحقاق، ووسام الملكي الفكتوري (25 يناير 1841-10 يوليو 1920)، والمعروف باسم جاكي أو جاكي فيشر، أميرال أسطول بريطاني. قضى فيشر أكثر من ستين عامًا في البحرية الملكية، إذ ساعدت جهوده لإصلاح الخدمة في الدخول في عصر التحديث، الذي شهد تفوق السفن الشراعية الخشبية المسلحة بمدفع الإلقام الفوقي بواسطة طرادات القتال ذات الهيكل الفولاذي، والغواصات وحاملات الطائرات الأولى.
اشتهر اسم فيشر كمبتكر واستراتيجي ومطور للبحرية، بالإضافة لكونه أميرالًا بحريًا شارك في المعارك الكبرى، وذلك على الرغم من تجربته الفعلية لكل ما سبق خلال حياته المهنية. أزال فيشر 150 سفينة لم تعد مفيدة في الخدمة الفعلية حينها عند تعيينه أمير البحر الأول في عام 1904، وشرع في بناء بدائل حديثة، وتطويره لأسطول حديث مُعد لمواجهة ألمانيا خلال الحرب العالمية الأولى.
رأى فيشر الحاجة إلى تحسين مدى ودقة ومعدل إطلاق نيران المدفعية البحرية، وأصبح من أوائل المؤيدين لاستخدام الطربيد، الذي كان يعتقد أنه سيحل محل البنادق الكبيرة لاستخدامها ضد السفن. قدم فيشر خلال استلامه للمنصب مدمرات قوارب الطربيد كفئة من السفن المصممة للدفاع ضد هجوم قوارب الطربيد أو الغواصات. قاد فيشر، بصفته أمير البحر الأول، عملية بناء إتش إم إس دريدنوت، وهي أول سفينة حربية كبيرة الحجم، ولكنه كان يعتقد أيضًا أن الغواصات ستصبح مهمة بشكل متزايد، وحث على تطويرها. شارك في إدخال المحركات البخارية لتحل محل المحركات المترددة، وفي إدخال زيت الوقود ليحل محل الفحم. قدم فيشر الخبز يوميًا على متن السفن، ولكنه اعتاد تناول البسكويت الصلب، الذي امتلأ بالخنافس غالبًا، عند دخوله الخدمة.
تقاعد لأول مرة من الأميرالية بشكل رسمي في عام 1910 في عيد ميلاده التاسع والستين؛ ولكنه أصبح أمير البحر الأول مرة أخرى في نوفمبر 1914. استقال بعد سبعة أشهر بسبب إحباطه من حملة جاليبولي التي بدأها تشرشل؛ وشغل بعدها منصب رئيس مجلس الحكومة للاختراعات والبحوث حتى نهاية الحرب.

## أمير البحر الأول (1910-1904)
تولى فيشر منصب أمير البحر الأول في 20 أكتوبر 1904 بعد قضاء شهر سبتمبر والنصف الأول من أكتوبر في القارة. تضمن المنصب منزلًا في شارع بوابة الملكة آن، ولكنه استأجر أيضًا لانغهام هاوس في مقاطعة هام بلندن حيث عاشت أسرته حتى تقاعده. اختير فيشر في يونيو 1905 لنيل نيشان الاستحقاق، وحصل في ديسمبر على ترقية ليصبح أميرال الأسطول.
أُحضِر فيشر إلى الأميرالية لتقليل الميزانيات البحرية، ولإصلاح البحرية استعدادًا للحرب الحديثة. باع فيشر 90 سفينة قديمة وصغيرة بلا اهتمام وسط جدل عام كبير، ووضع 64 سفينة أخرى في الحجز، واصفًا إياها بأنها «ضعيفة جدًا للقتال وبطيئة جدًا في الهروب»، و«كنز البخيل من القمامة غير المفيدة». أدى هذا إلى تحرير الطواقم والأموال لزيادة عدد السفن الحديثة الكبيرة في المياه الداخلية. نقُص المبلغ المقدر للبحرية لعام 1905 بمقدار 3.5 مليون جنيه إسترليني على إجمالي العام السابق البالغ 36.8 مليون جنيه إسترليني؛ وذلك على الرغم من برامج البناء الجديدة وزيادة الفعالية بشكل كبير. انخفض الإنفاق البحري منذ عام 1905 حتى عام 1907 قبل ارتفاعه مرة أخرى. عادت نفقات البحرية إلى مستوياتها في 1904 بحلول نهاية ولاية فيشر كأمير البحر الأول.
كان فيشر القوة الدافعة وراء تطوير البارجة السريعة ذات البنادق الكبيرة، وترأس لجنة التصاميم التي أنتجت التصميم العام لأول بارجة حديثة، وهي إتش إم إس دريدنوت. أنتجت لجنته أيضًا نوعًا جديدًا من الطرادات بتصميم مشابه لبارجة دريدنوت، ولكن بسرعة عالية بُنيَت على حساب حماية الدروع. أصبح هذا طراد المعركة، إذ كان أولهم إتش إم إس إنفينسبل. شجع فيشر أيضًا على إدخال الغواصات في البحرية الملكية، والتحول من البحرية التي تعمل بالفحم إلى البحرية التي تعمل بالوقود النفطي. كان لفيشر عداء علني طويل الأمد مع الأميرال تشارلز بيريسفورد.
اقترح فيشر عدة مرات، بصفته أمير البحر الأول، على الملك إدوارد السابع أن تستغل بريطانيا تفوقها البحري من أجل ضرب الأسطول الألماني في كيل (كما فعلت مع كوبنهاغن في عام 1807)، أي تدميره بهجوم استباقي مفاجئ دون إعلان حرب، كما فعلت البحرية الملكية ضد البحرية الدنماركية خلال الحروب النابليونية. سجل فيشر في مذكراته محادثة أُبلغ فيها أنه «كان الرجل الأكثر كرهًا من الجميع في ألمانيا نزولًا من الإمبراطور الألماني»؛ وذلك عند سماع الإمبراطور «بفكرة فيشر بشأن ضرب الأسطول الألماني فجأة كما ضربت البحرية البريطاية كوبنهاغن في عام 1807)». أضاف فيشر أيضًا شكوكه في تسريب الاقتراح، واعتقد «أن الإمبراطور قال ذلك فقط بسبب معرفته بأن ذلك ما كان يجب أن يفعله البريطانيون».
تنبأ فيشر في عام 1908 بأن الحرب بين بريطانيا وألمانيا ستندلع في أكتوبر 1914، وأثبت وقوعها لاحقًا دقة التنبؤ، إذ استند في بيانه إلى الانتهاء المتوقع لتوسيع قناة كيل، والتي ستسمح لألمانيا بنقل سفنها الحربية الكبيرة بأمان من بحر البلطيق إلى بحر الشمال. اختير فيشر فارس الصليب الأعظم (غراند كروس) الممثل للوسام الملكي الفيكتوري في ذلك العام.
عُيِّن بارونًا في 7 ديسمبر 1909، واتخذ شعار «اتق الله ولا تخشى شيئًا» بمثابة شعار نبالة على درعه كإشارة إلى البارجة دريدنوت.

## أمير البحر الأول (1915-1914)
استُدعي فيشر مجددًا في أكتوبر 1914 ليكون أمير البحر الأول، بعد أن أُجبر لويس أمير باتنبرغ على الاستقالة بسبب اسمه الألماني. ذكرت صحفة ذا تايمز أن فيشر «كان على أبواب نهاية عامه الرابع والسبعين، لكنه لم يكن أكثر شبابًا أو قوة من أي وقت مضى». استقال في 15 مايو 1915 وسط جدال مرير مع الأمير الأول للأميرالية، ونستون تشرشل، بشأن حملة جاليبولي البرية، مما تسبب في استقالة تشرشل أيضًا. لم يكن فيشر أبدًا متحمسًا تمامًا للحملة، وتردد في دعمه لها، مما أدى إلى خوف وإحباط أعضاء مجلس الوزراء، وفضل بشكل عام هجومًا برمائيًا على ساحل بحر البلطيق الألماني (مشروع البلطيق)، حتى مع وجود طرادات المعارك الضحلة إتش إم إس فوريوس، وإتش إم إس غلوريوس وإتش إم إس كورجيوس، التي بُنيَت لهذا الغرض. 
ازداد التوتر في العلاقات مع تشرشل مع فشل حملة جاليبولي. كانت إحدى مساهمات فيشر الأخيرة في البناء البحري هي السفينة إتش إم إس إنكومبارابل المتوقعة، وهي طراد معركة عملاق أخذ مبادئ فئة الطراد كورجيوس خطوة أخرى نحو الأمام؛ وحمل مدافع بقياس 20 بوصة، وأدنى عدد من الدروع، ولكن لم يوافَق في النهاية على تصميم هذه السفينة.
لم تؤخذ استقالة فيشر على محمل الجد في البداية، إذ علق رئيس الوزراء إتش. إتش. أسكويث قائلًا: «يقدم فيشر ورقة استقالته بشكل دائم». أرسل رئيس الوزراء أمرًا لفيشر باسم الملك لمواصلة مهامه؛ وذلك عندما أخلى فيشر غرفته في الأميرالية بنية مُعلنة للتقاعد إلى اسكتلندا. وجه كبار ضباط البحرية والصحافة نداءات إلى أمير البحر الأول ذو الأربعة والسبعين عامًا للبقاء في منصبه. رد فيشر برسالة غريبة إلى أسكويث حدد فيها ستة مطالب من شأنها «ضمان إنهاء الحرب بنجاح». كان لذلك أن يمنحه سلطة وحيدة غير مسبوقة على الأسطول، بما في ذلك جميع الترقيات والبناء. رد أسكويث على تعليقات تصف سلوك فيشر بأنه يدل على الانحراف العقلي بقبول فظ لطلب استقالته الأصلي.